# Argyrotome tenebrosa
Argyrotome tenebrosa là một loài bướm đêm trong họ Geometridae.